# Число Элсассера
Число Элсассера (El или Λ) — критерий подобия в магнитной гидродинамике, определяющий соотношение между магнитной силой и силой Кориолиса. Оно определяется следующим образом:
{\displaystyle \operatorname {El} \,={\frac {\varsigma \,B^{2}}{\rho \,\Omega }}}
где
- {\displaystyle B} — индукция магнитного поля;
- {\displaystyle \Omega } — угловая скорость вращения планеты;
- {\displaystyle \rho } — плотность;
- {\displaystyle \varsigma } — электропроводность.